# Portes, Eure

Portes este o comună în departamentul Eure, Franța. În 1 ianuarie 2022 avea o populație de 260 de locuitori.